# Milvago alexandri
Milvago alexandri (каракара гаїтянська) — вимерлий вид хижих птахів птахів родини соколових (Falconidae). Описаний у 1978 році за викопними рештками, знайденими на острові Гаїті.